# Legea Wiedemann–Franz
În fizică, legea Wiedemann–Franz afirmă că raportul dintre contribuția electronică a conductivității termice (κ) la conductivitatea electrică (σ) a unui metal este proporțional cu temperatura (T). 
{\displaystyle {\frac {\kappa }{\sigma }}=LT}
Teoretic, constanta de proporționalitate L, cunoscută sub numele Lorenz, este egală cu : 
{\displaystyle L={\frac {\kappa }{\sigma T}}={\frac {\pi ^{2}}{3}}\left({\frac {k_{B}}{e}}\right)^{2}=2.44\times 10^{-8}\,\mathrm {W\,\Omega \,K^{-2}} .}
Această lege empirică a fost numită după Gustav Wiedemann și Rudolph Franz, care în 1853 au raportat că κ/σ are aproximativ aceeași valoare pentru diferite metale la aceeași temperatură.  Proporționalitatea lui κ/σ cu temperatura a fost descoperită de Ludvig Lorenz în 1872. 

## Derivare
Calitativ, această relație se bazează pe faptul că transportul electric și căldura implică electroni liberi în metal. 
Expresia matematică a legii poate fi derivată după cum urmează. Conductivitatea electrică a metalelor este un fenomen binecunoscut și este atribuit electronilor de conducere liberă, care pot fi măsurați după figura de mai sus. Densitatea curentului j este observată a fi proporțională cu câmpul electric aplicat și respectă legea lui Ohm unde prefactorul este conductivitatea electrică specifică. Deoarece câmpul electric și densitatea curentului sunt vectori, legea lui Ohm se aplică aici. Conductivitatea poate fi, în general, exprimată ca un tensor de rangul doi (matricea 3 × 3). Aici restricționăm discuția la izotrope, adică la conductivitatea scalară . Rezistivitatea specifică este inversa conductivității. Ambii parametri vor fi folosiți în următoarele. 
Drude (c. 1900) și-a dat seama că descrierea fenomenologică a conductivității poate fi formulată general (conductivitate cu electroni, ioni, căldură etc.). Deși descrierea fenomenologică este incorectă pentru electronii de conducere, poate servi drept tratament preliminar. 
Presupunerea este că electronii se mișcă liber într-un material solid ca într-un gaz ideal . Forța aplicată electronului de câmpul electric duce la o accelerație conform formulei : 
{\displaystyle {\bar {F}}=-e\cdot {\bar {E}}=m\cdot {\frac {\;d{\bar {v}}}{dt}}}
{\displaystyle \;d{\bar {v}}=-{\frac {e\cdot {\bar {E}}}{m}}\cdot dt}
Aceasta ar duce totuși la o accelerare constantă și, în final, la o viteză infinită. Prin urmare, presupunerea suplimentară este că electronii se confruntă cu obstacole (cum ar fi defecte sau fononi ), care le limitează mișcarea liberă. Aceasta stabilește o viteză medie sau în derivă Vd . Viteza de derivă este legată de timpul mediu de împrăștiere, care devine evident din următoarele relații. 
{\displaystyle {\frac {d{\bar {v}}}{dt}}=-{\frac {e\cdot {\bar {E}}}{m}}-{\frac {1}{\tau }}\cdot v}

## Dependență de temperatură
Valoarea L0 = 2,44×10−8W Ω K−2 rezultă din faptul că la temperaturi scăzute ({\displaystyle T\rightarrow 0} K) curenții de încărcare și căldura sunt transportați de aceleași cvasi-particule: electroni sau găuri. La temperaturi finite, două mecanisme produc o deviere a raportului {\displaystyle L=\kappa /(\sigma T)} din valoarea teoretică Lorenz L 0 : (i) alți purtători termici, cum ar fi fononii sau magnonii, (ii) împrăștierea inelastică . Deoarece temperatura are tendința de 0K, împrăștierea inelastică devine slabă și promovează valori de împrăștiere q mari (traiectoria a din figură). Pentru fiecare electron transportat se realizează și o excitație termică, iar numărul Lorenz este atins L   =   L 0 . Rețineți că, într-un metal perfect, împrăștierea inelastică ar lipsi complet în limită {\displaystyle T\rightarrow 0} K și conductivitatea termică ar dispărea {\displaystyle \kappa \rightarrow 0;L\rightarrow 0} . La temperaturi finite mici valorile q de imprastiere sunt posibile (traiectoria b din figură) și electroni pot fi transportați fără transportul unuei excitări termice L (T)   <   L 0 . La temperaturi mai ridicate, contribuția fononului la transportul termic într-un sistem devine importantă. Aceasta poate duce la L(T) > L0 . Peste temperatura Debye, contribuția fononică la transportul termic este constantă și raportul L(T) devine din nou constant. 

Schita diferitelor procese de împrăștiere importante pentru legea Wiedemann-Franz.

## Limitările teoriei
Experimentele au arătat că valoarea lui L, deși este aproximativ constantă, nu este exact aceeași pentru toate materialele. Kittel  oferă unele valori ale lui L variind de la L  = 2,23×10−8 W Ω K−2 pentru cupru la 0 °C până la L =3,2×10−8W Ω K−2 pentru tungsten la 100°C. Rosenberg  notează că legea Wiedemann-Franz este în general valabilă pentru temperaturi ridicate și pentru temperaturi scăzute (adică câteva grade Kelvin), dar poate să nu țină la temperaturi intermediare. 
În multe metale de înaltă puritate, atât conductivitatea electrică cât și cea termică cresc odată cu scăderea temperaturii. Cu toate acestea, în anumite materiale (cum ar fi argintul sau aluminiul), valoarea L poate scădea odată cu temperatura. În cele mai pure probe de argint la temperaturi foarte scăzute, L poate scădea cu un factor de 10. 
În semiconductorii degenerați, numărul L are o dependență puternică de anumiți parametri ai sistemului: dimensionalitate, puterea interacțiunilor interatomice și nivelul Fermi. Această lege nu este valabilă sau valoarea numărului Lorenz poate fi redusă cel puțin în următoarele cazuri: manipularea densității electronice a stărilor, variarea densității dopajului și a grosimii stratului în superlice și materiale cu purtători corelați.  

## Încălcări
În 2011, N. Wakeham și colab. a constatat că raportul dintre conductivitățile termice și electrice ale Hall în faza metalică și cvasi-dimensională Li- 0.9 Mo 6 O 17  se diverge cu temperatura în scădere, atingând o valoare de cinci ordine de mărime mai mare decât cea găsită în metalele convenționale care se supun legii Wiedemann- Legea Franz.  
Un studiu condus de Berkeley în 2016 de Lee et al. de asemenea, a constatat o încălcare mare a legii Wiedemann-Franz în apropierea tranziției izolator-metal în nanoame VO <sub id="mwsw">2</sub> . În faza metalică, contribuția electronică la conductivitatea termică a fost mult mai mică decât ceea ce se aștepta de la legea Wiedemann-Franz. Rezultatele pot fi explicate în termeni de propagare independentă a sarcinii și căldurii într-un sistem puternic corelat.  

## Vezi si
- Modelul Drude